# Kyndryl
Kyndryl Holdings, Inc. (NYSE: KD) en amerikansk multinational it-infrastruktur- og konsulentvirksomhed, der designer og bygger it-systemer. Den blev etableret i 2021 ved et virksomheds-spin-off fra IBM's infrastruktur service-division. Der er 87.708 ansatte og en årsomsætning på 17 mia. USD.
 De driver forretning i 63 lande og styrer over 400 datacentere.